# Blaboplutodes parvistictus
Blaboplutodes parvistictus är en fjärilsart som beskrevs av Robert H. Carcasson 1965. Blaboplutodes parvistictus ingår i släktet Blaboplutodes och familjen mätare. Inga underarter finns listade i Catalogue of Life.